# HD 48938
HD 48938，又名CD-27 3248，SAO 172264、HR 2493，是一颗恒星，视星等为6.45，位于銀經237.03，銀緯-13.42，其B1900.0坐标为赤經6h 40m 52.4s，赤緯-27° -13.42′ 47″。